# Hofstatt
De Hofstatt is een winkelcentrum in de oude binnenstad van München dat werd geopend in 2013. Het gebouw is gelegen op het voormalige terrein van de Süddeutscher Verlag. De aanwezige historische gebouwen  aan de Sendlinger Straße en het in baksteen uitgevoerde  drukkerijgebouw zijn geïntegreerd in het ontwerp van de architect Max Littmann

## Winkelcentrum
De Hofstatt is in april 2013 geopend op een gebied tussen de Sendlinger Straße, Hackenstraße en Färbergraben. Het omvat 15.500 m² mode- en meubelwinkels, horeca, 18.000 m² kantoorruimte en 69 appartementen. Het ligt dicht bij de centrale intercity-knooppunten van München tussen Marienplatz en Sendlinger Tor.
Ankerhuurders zijn drogisterijketen DM, supermarktketen Edeka en de modeketen Hollister.

## Architectuur
Het driearmige winkelcentrum verbindt de in 2013 opgeleverde nieuwbouw van Marcel Meili met het gedeeltelijk beschermde historische gedeelte. De gevel uit 1905/06, ontworpen door Max Littmann, was onderdeel van het redactiegebouw (1945-2008) van de Süddeutsche Zeitung en werd geïntegreerd in het nieuwe complex.  Een centraal punt is de "Lichthof", die zijn naam dankt aan een glazen koepel, die het dak vormde van de drukkerij van de Süddeutsche Zeitung. In de slingerende passagegangen zijn de etalages van gebogen glas voorzien.
De voorheen ontoegankelijke binnenhoven van het complex zijn sinds de heropening opengesteld voor het publiek.
Op de bovenste verdiepingen van de commerciële gebouwen zijn kantoren gehuisvest. Met het winkelcentrum werden ook appartementen gebouwd op het terrein, maar in aparte gebouwen aan de Hofstattstraat en de hoek van de Färbergraben.

## Eigendom
Het project werd ontwikkeld door de Landesbank Baden-Württemberg en het Amerikaanse vastgoedbedrijf Hines Interests Limited Partnership. Na de opening eind 2013 werd het verkocht aan een fonds van Quantum Immobilien AG, dat het complex sindsdien beheerd. De aankoopprijs bedroeg ongeveer 400 miljoen euro.
De oorspronkelijk geplande opleverdatum eind 2010 kon niet worden gehaald vanwege onder meer het saneren van de bodemverontreiniging van de voormalige drukkerijen van de Süddeutsche Zeitung en financieringsproblemen.

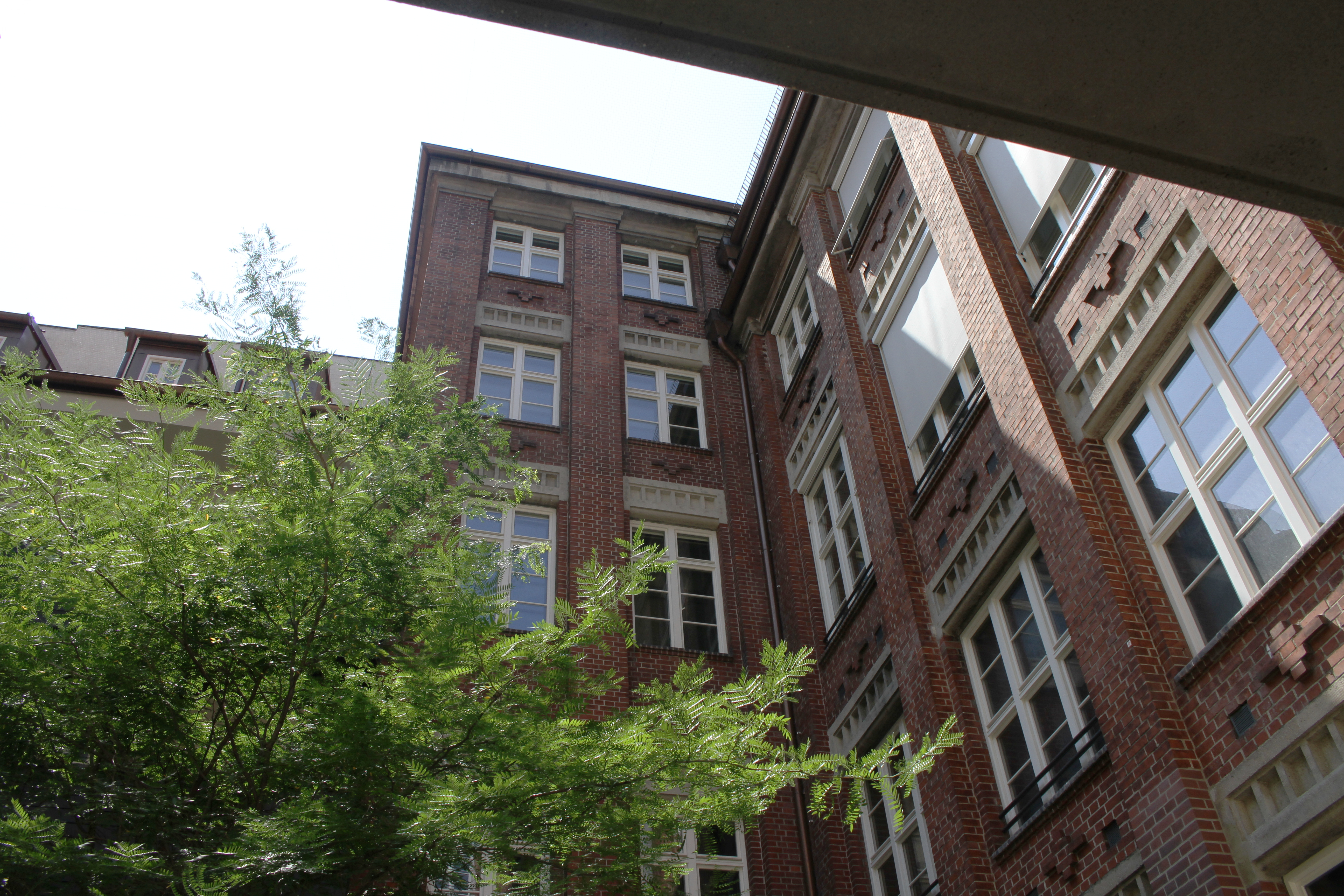
Binnenplaats van het historische drukkerijgebouw
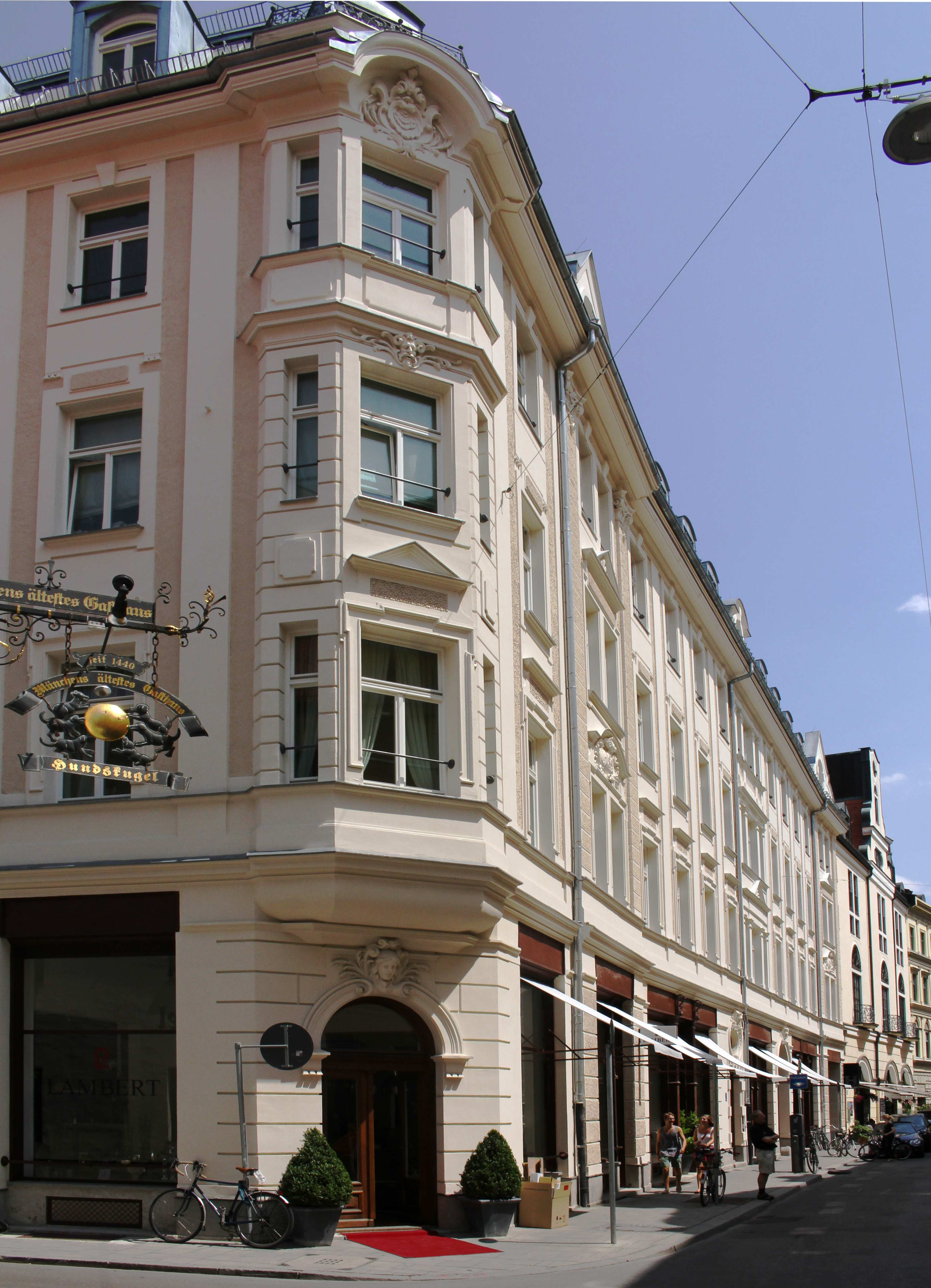
Gerestaureerd oud gebouw aan de Hackenstraße met winkels en appartementen
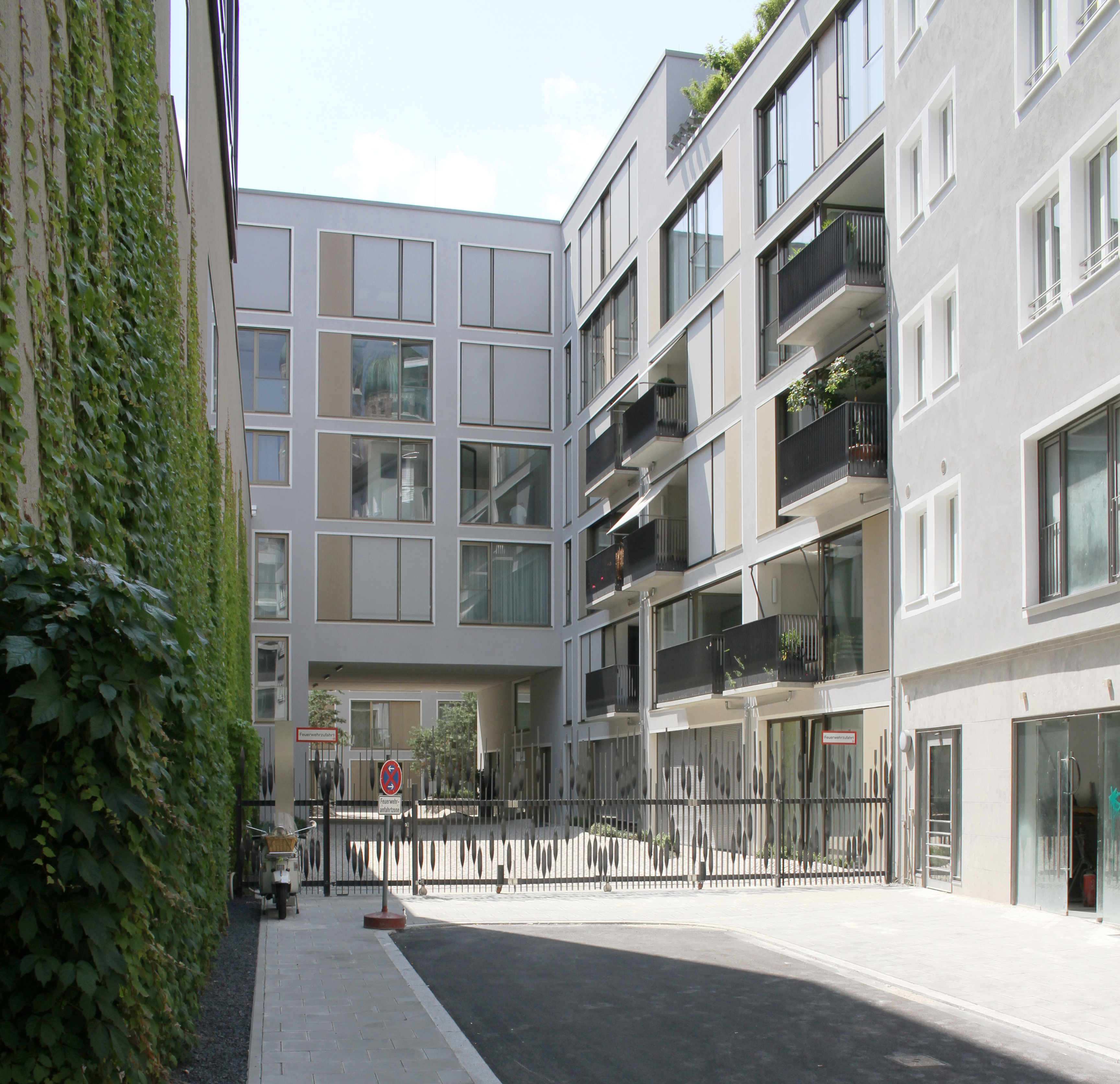
Binnenplaats van de Hofstatt met woongebouwen
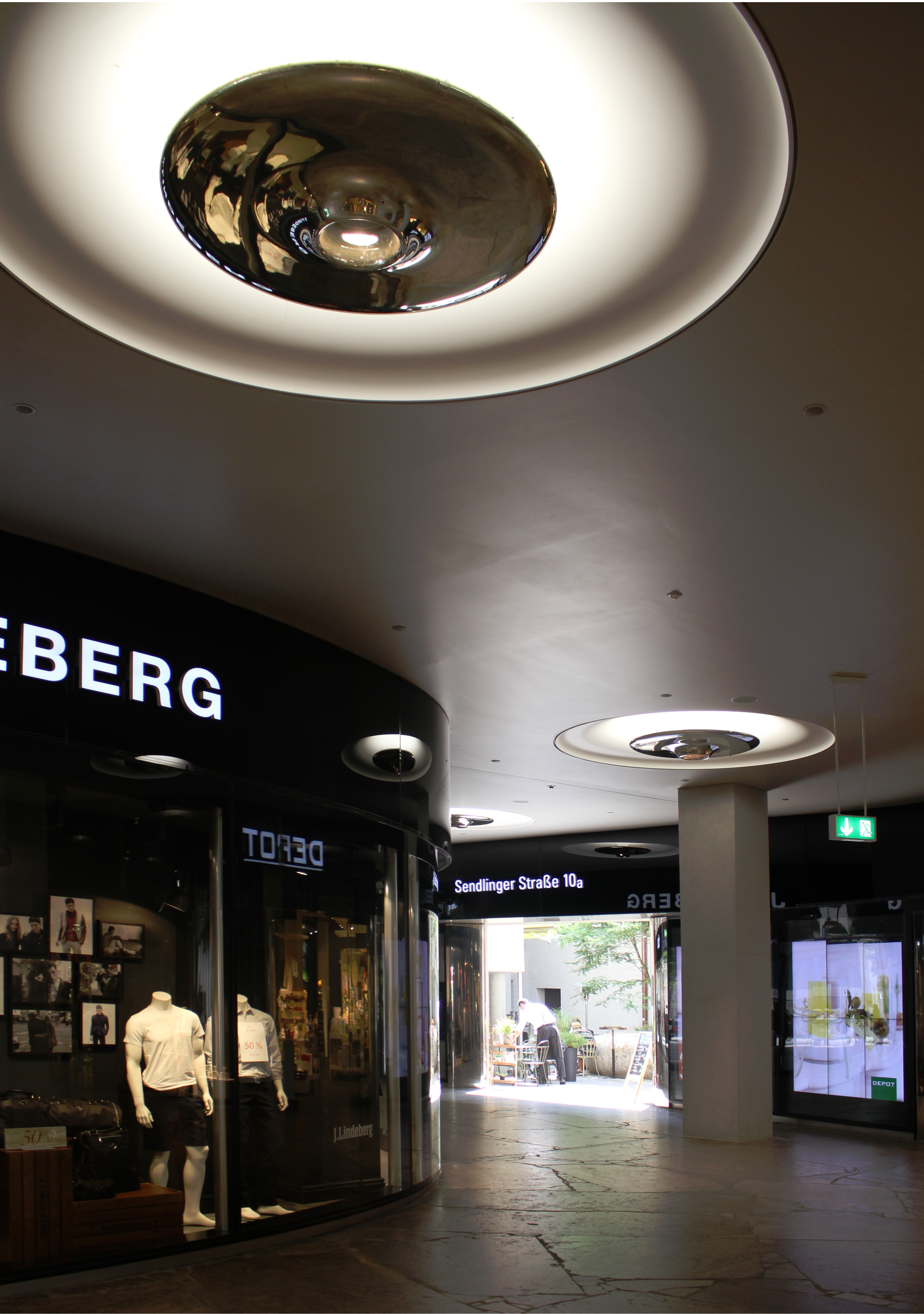
Ontwerp van het winkelcentrum